# Komitas d'Aghdsk
Komitas d'Aghdsk ou Gomidas Ałc‘ec‘i (en arménien Կոմիտաս Աղցեցի) est catholicos de l'Église apostolique arménienne de 615 à 628.

## Biographie
Komitas ou Gomidas est originaire d’Aghdsk ou d’Altsits dans le canton d’Aragatsotn ; il était évêque du « pays des Mamikonians », i.e. à cette époque le Taron, lorsqu’il devient catholicos.
Il est connu pour être l’auteur d’un hymne religieux et pour avoir fait rebâtir en 616/618 l’église Sourp Hripsimé d’Etchmiadzin. À la place de l’ancienne construction dotée d’un dôme de bois qui menaçait ruine, il fait édifier le monument de pierre qui, fortement restauré à diverses époques, existe encore de nos jours. À cette occasion, il est procédé à l’ouverture du tombeau de la sainte, dont le corps apparaît dans un merveilleux état de conservation.
Komitas confie à un théologien célèbre, Hovhan Mayravanetsi (en) (vers 572-650), une partie de l’administration patriarcale pour s’adonner à ses préoccupations intellectuelles. Le catholicos supervise l’édition d’une collection de traductions arméniennes de textes patristiques (dont des extraits de documents perdus de Timothée II Élure, patriarche d’Alexandrie du Ve siècle) connue sous le nom de « Sceau de la Foi ».
En 617, Komitas est l’auteur d’un encyclique réclamant le ralliement des chrétiens d’Assyrie à laquelle les évêques Mar Maroutha et Pierre d’Asorestan répondent favorablement. C’est dans les dernières années du catholicossat de Komitas que l’empereur Héraclius triomphe définitivement de la Perse sassanide et que l’influence de l’Empire byzantin est rétablie en Arménie.